# 斯普雷凱爾斯 (加利福尼亞州)
斯普雷凱爾斯（英語：Spreckels）是位於美國加利福尼亞州蒙特雷縣的一個人口普查指定地區。

## 地理
斯普雷凱爾斯的座標為36°37′19″N 121°38′49″W / 36.62194°N 121.64694°W，而該地最高點為海拔高度19米（即62英尺）。

## 人口
根據2010年美國人口普查的數據，斯普雷凱爾斯的面積為0.316平方千米，均為陸地。當地共有人口673人，而人口密度為每平方千米2,129人。